# Армандари
Армандари (фр. Armendarits) насеље је и општина у југозападној Француској у региону Аквитанија, у департману Атлантски Пиринеји која припада префектури Бајон.
По подацима из 2011. године у општини је живело 386 становника, а густина насељености је износила 22,35 становника/km². Општина се простире на површини од 17,27 km². Налази се на средњој надморској висини од 182 метара (максималној 403 m, а минималној 99 m).

## Демографија
| 1962. | 1968. | 1975. | 1982. | 1990. | 1999. | 2011. |
| ----- | ----- | ----- | ----- | ----- | ----- | ----- |
| 446   | 420   | 396   | 386   | 372   | 357   | 386   |

График промене броја становника у току последњих година